# Haberlea rhodopensis
Haberlea es un género monotípico de plantas fanerógamas perteneciente a la familia Gesneriaceae.  Su única especie: Haberlea rhodopensis, es originaria de los Balcanes.

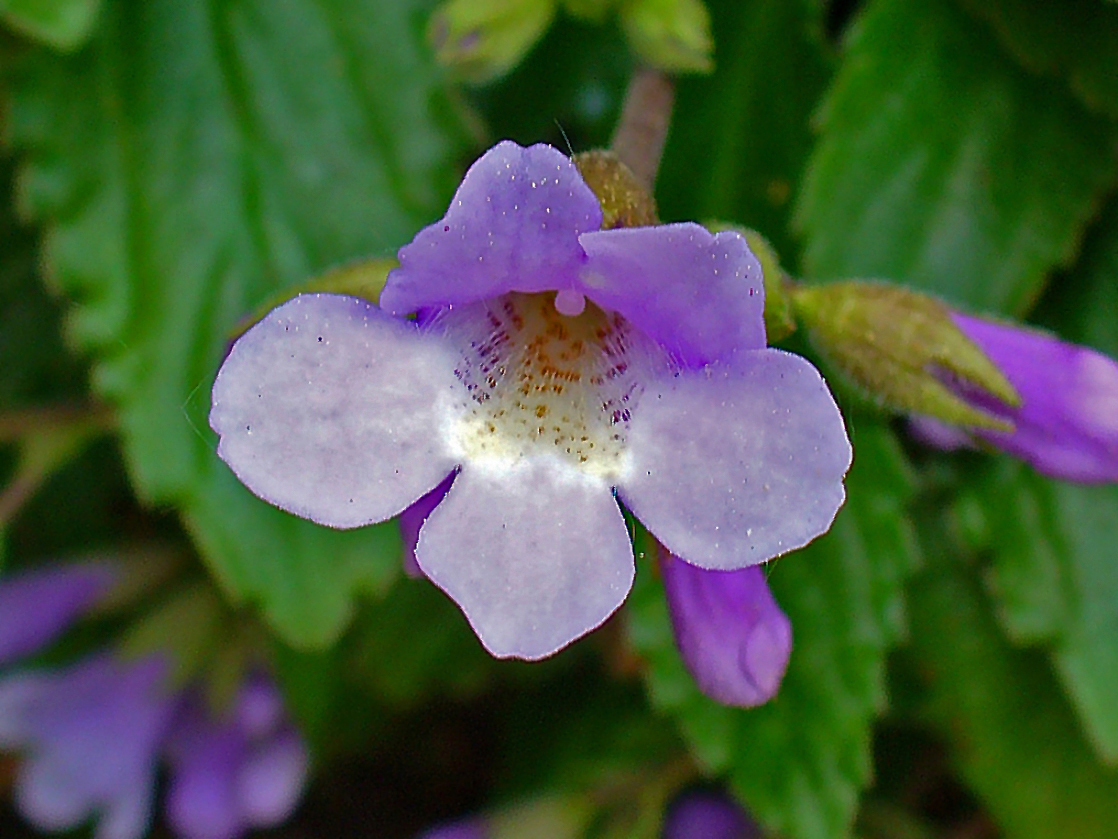
Flor

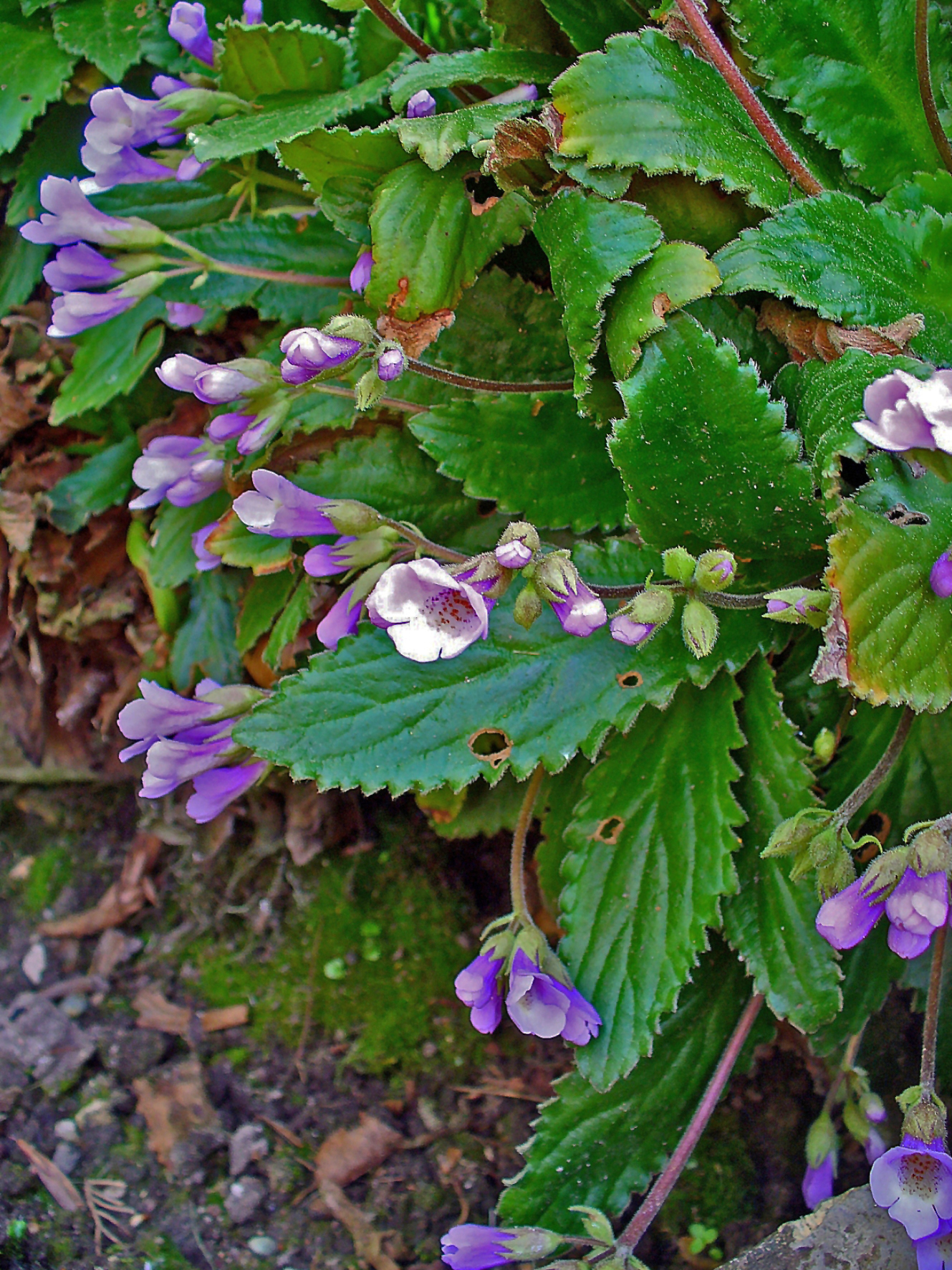
Vista de la planta

## Descripción
Son plantas perennes en rosetas. Las hojas alternas, formando una agrupación  basal, con peciolos cortos, lámina espatulada, dentada-serrada, con fuertes pelos. Las inflorescencias en cimas axilares, en largos pedúnculos, con 2-10 flores, bracteolas pequeñas, estrechas. Sépalos lanceolados, connados formando un cáliz zigomorfo. Corola de color azul (raramente de color blanco), con motas amarillas en la boca del tubo. El fruto es una cápsula seca dehiscente. Tiene un número de cromosomas de : 2n = 38, 44, 48 (todos referidos a H. rhodopensis).

## Taxonomía
Haberlea rhodopensis fue descrito por Imre Frivaldszky  y publicado en Magyar Tud. Akad. Értes. 2: 249. 1835.
Etimología
Haberlea: nombre genérico que fue otorgado en honor del botánico austro-húngaro Karl Konstantin Christian Haberle (1764-1832), quien descubrió la planta en las Montañas Ródope (Bulgaria). 
rhodopensis: epíteto
Sinonimia
- Haberlea ferdinandi-coburgii Urum.
- Haberlea rhodopensis var. ferdinandi-coburgii (Urum.) Markova[3]